# Anthelme Louis Claude Marie, Baron von Richerand

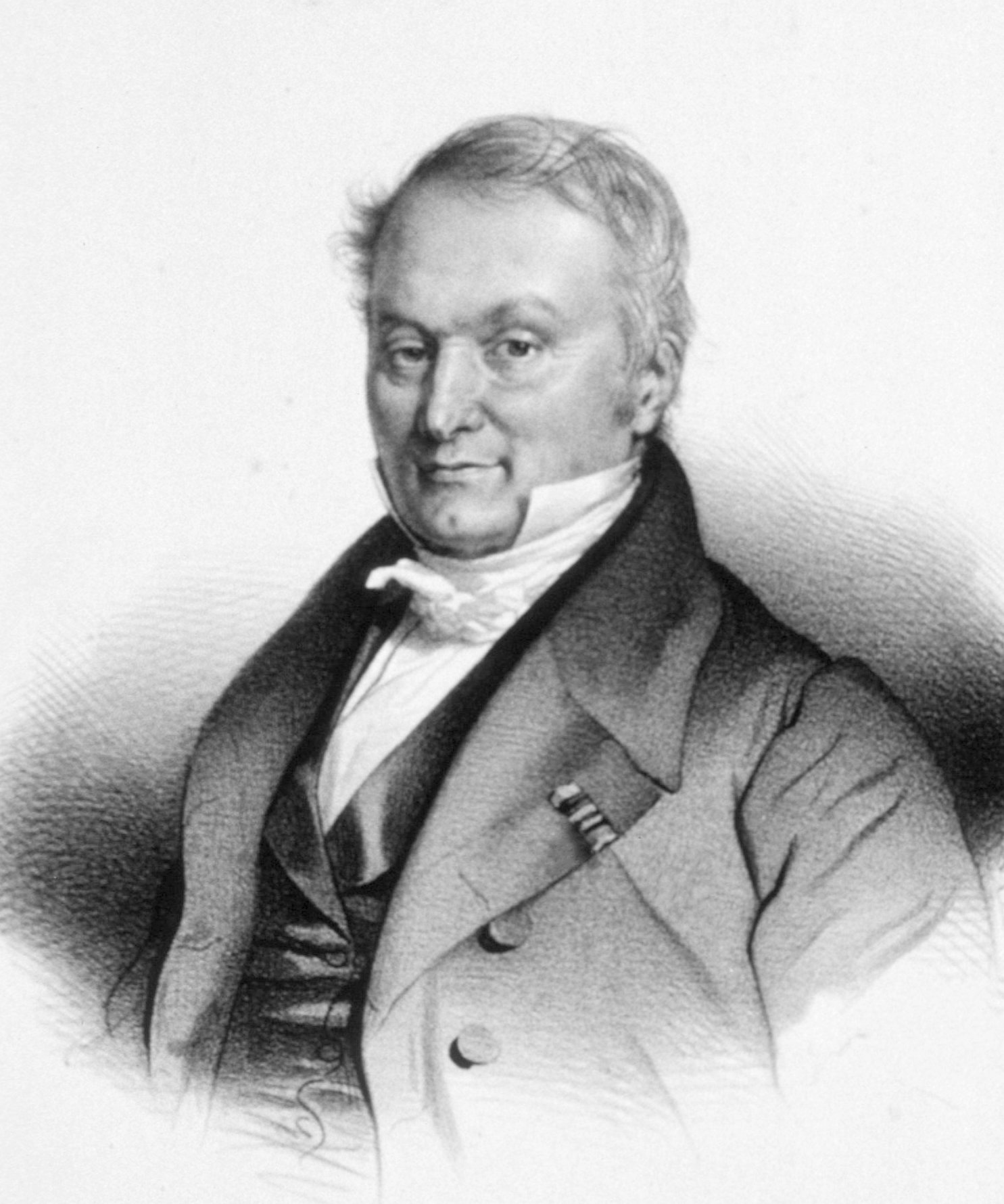
Anthelme Richerand, Lithografie von 1820

Anthelme Louis Claude Marie, Baron von Richerand (auch: Anthelme Balthasar Richerand); (* 4. Februar 1779 in Belley; † 23. Januar 1840 in Paris) war ein französischer Chirurg und Physiologe.

## Leben und Wirken
Der Vater von A.R. Balthasar war Notar aus einer Familiendynastie über vier Generationen von Juristen. Er verstarb früh.
Nach dem 1796 begonnenen Studium der Medizin am Kolleg von Belley, collège de Belley – wo einer seiner Klassenkameraden ein späterer Gynäkologe Joseph Récamier (1774–1852) war – ging er nach Paris an die École de Santé de Paris, welche im Jahre 1794 vom Convention nationale gegründet worden war.
Am Freitag, den 2. August 1799 verteidigte er seine Doktorarbeit in der Medizin. Thema der Arbeit Dissertation anatomico-chirurgicale sur les fractures du col du fémur. Im Hôpital Saint-Louis in Paris erhält er seine Ausbildung zum Chirurgen und wurde im Jahre 1807 Professor der chirurgischen Pathologie in der medizinischen Fakultät.
Am 24. Juli 1806 wurde er zum Stabsarzt der Garde von Paris, chirurgien major de la Garde de Paris. Dann durch kaiserlichen Erlass im Jahre 1807, Lehrstuhl für Klinische Pathologie, chaire de pathologie chirurgicale. A. Richerand war u. a. mit Pierre-Jean-Georges Cabanis befreundet und besuchte mit ihm zusammen die Société d’Auteuil (siehe hierzu Anne-Catherine de Ligniville Helvétius).
Am Donnerstag, den 11. April 1811 heiratete er Elisabeth Martin de Gibergues (1792–1868). Das Paar hatte drei Kinder Anthelmine Marie (1814–1849), Wladimir, Baron Richerand (1816–1893) und Pierre Magloire Sosthène Richerand (1829–1915).
Während der Besatzung der alliierten Truppen und dem Sturz Napoleon Bonapartes in der Schlacht bei Paris am 31. März 1814 versorgte er als Arzt verwundete und verletzte ohne Ansehen ihrer Herkunft. Für diese und weitere Verdienste wurde A. Richerand 1815 geadelt und ab 1829 in den erblichen Adelsstand gehoben.
Zwischen den Jahren 1815 bis 1820 veröffentlichte Richerand eine Reihe von Studien, die seine medizinische Reputation förderten, so dass er im Jahre 1820 zum Mitglied der Académie nationale de médecine in der Sektion Chirurgie ernannt worden war. Ab dem Jahre 1824 hatte er zusammen mit Alexis Boyer die Position als kaiserlicher Chirurg, chirurgien de l’Empereur inne.
Mit seinem Kollegen Guillaume Dupuytren stand er in einer konkurrierenden Beziehung, einer Auseinandersetzung die zum Teil außerordentlich heftig, bis zum Jahre 1821, geführt wurde.
Ab 1832 zog er sich von seinen ärztlichen Tätigkeiten weitgehend zurück und übersiedelte auf sein Landgut. Hier widmete er sich zunehmend literarischen und philosophischen Themen.

## Werke (Auswahl)
- Dissertation anatomico-chirurgicale sur les fractures du col du fémur. Paris, Crapelet An VII (1799)
- Nouveaux éléments de physiologie. (1802)
- Nosographie chirurgicale. (1805 und 1821)
- Des erreurs populaires relatives à la médecine. (Paris 1809; dt.: Über medicinische Volksirrthümer. Leipzig: In Commission bei C. Cnoblauch, 1811).
- Les progrès récents de la chirurgie. (1825)
- Nouveaux éléments de physiologie. Paris, (1801)
- Leçons sur les maladies des os. (1805)
- De l’enseignement actuel de la méde-cine et de la chirurgie. (1816)
- Des officiers de santé et des jurys médicaux. (1834)
- De la population dans ses rapports avec la nature des gouvernements. (1837)